# Kids' Choice Awards 1989
La 2ª edizione dei Nickelodeon Kids' Choice Awards si è svolta il 25 giugno 1989 presso gli Universal Studios Hollywood nella contea di Los Angeles ed è stata condotta da Nicole Eggert e Wil Wheaton. 
Durante la premiazione si sono esibiti Corey Feldman e i New Kids on the Block.

## Candidature
I vincitori sono indicati in grassetto.

### Televisione

#### Serie TV preferita
- I Robinson
- Genitori in blue jeans
- ALF

#### Attore televisivo preferito
- Paul Fusco (come Gordon "ALF" Shumway) – ALF
- Kirk Cameron – Genitori in blue jeans
- Michael J. Fox –  Casa Keaton

#### Attrice televisiva preferita
- Alyssa Milano – Casalingo Superpiù
- Tracey Gold – Genitori in blue jeans
- Holly Robinson – I quattro della scuola di polizia

### Cinema

#### Film preferito
- Chi ha incastrato Roger Rabbit (Who Framed Roger Rabbit), regia di Robert Zemeckis
- Beetlejuice - Spiritello porcello (Beetlejuice), regia di Tim Burton
- Scuola di polizia 5 - Destinazione Miami (Police Academy 5: Assignment: Miami Beach), regia di Alan Myerson

#### Attore cinematografico preferito
- Arnold Schwarzenegger – I gemelli
- Paul Reubens – Big Top Pee-wee - La mia vita picchiatella
- Eddie Murphy – Harlem Nights

#### Attrice cinematografica preferita
- Whoopi Goldberg – The Telephone
- Bette Midler – Spiagge
- Molly Ringwald – Per gioco e... per amore

### Musica

#### Miglior cantante/gruppo musicale maschile
- Bon Jovi
- DJ Jazzy Jeff & the Fresh Prince
- The Fat Boys

#### Miglior cantante/gruppo musicale femminile
- Debbie Gibson
- Whitney Houston
- Salt-n-Pepa

#### Canzone preferita
- Kokomo – The Beach Boys
- Don't Worry Be Happy – Bobby McFerrin
- Parents Just Don't Understand – DJ Jazzy Jeff & the Fresh Prince

### Sport

#### Atleta maschile preferito
- Mike Tyson
- Michael Jordan
- Greg Louganis

#### Atleta femminile preferita
- Florence Griffith-Joyner
- Janet Evans
- Chris Evert

#### Squadra sportiva preferita
- Chicago Bears
- Detroit Pistons
- Los Angeles Dodgers